# Лычаковский район

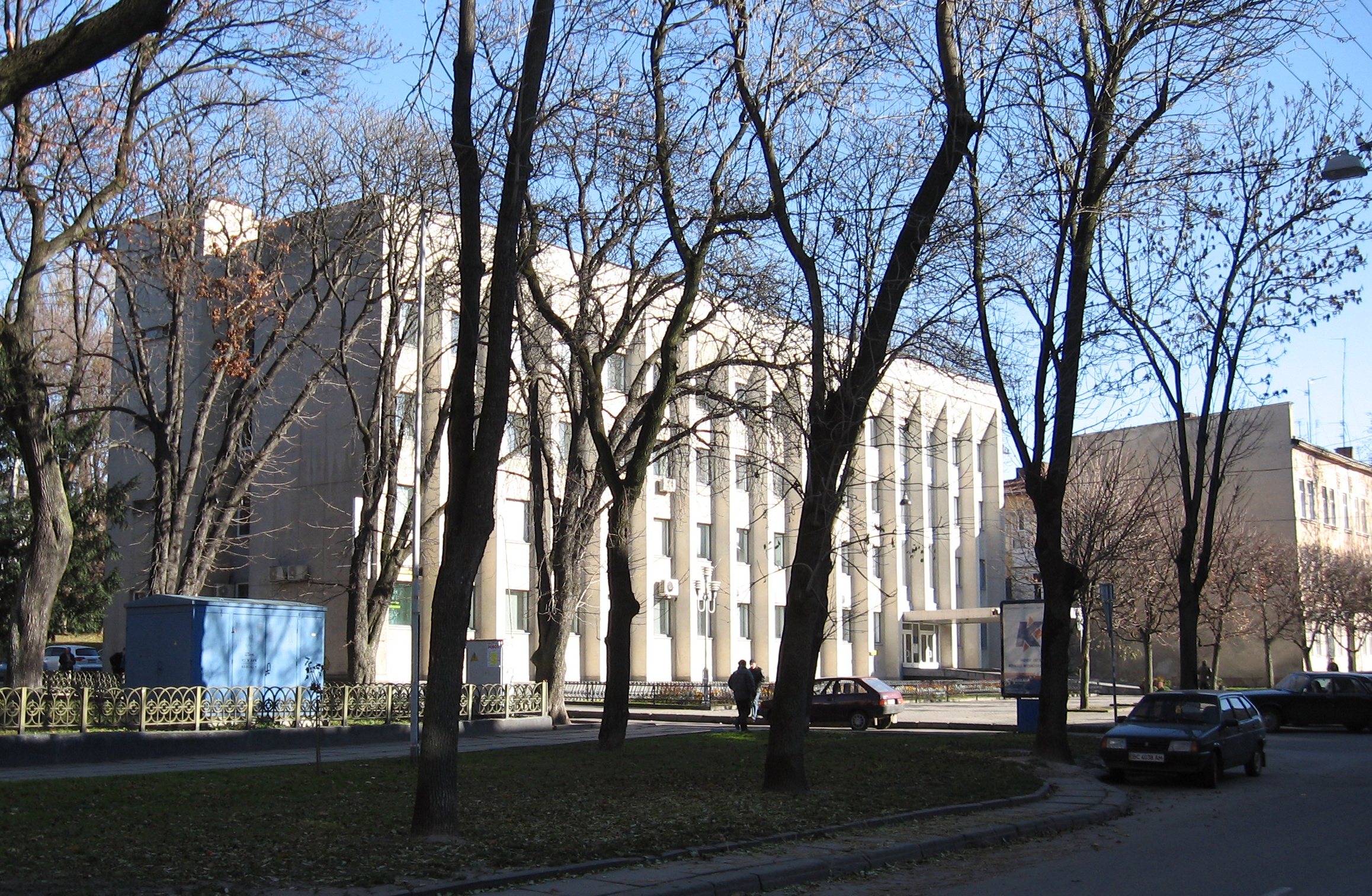
Здание Лычаковской районной администрации

Лыча́ковский райо́н (укр. Личаківський район) — один из районов Львовской общины, который охватывает территорию северо-восточной части города Львова и такие исторические местности, как Лычаков, Большие Кривчицы, Лисиничи, Майоровку, Погулянку, Знесенье, Кайзервальд, Профессорскую колонию и город Винники. Постоянное население на 1 января 2019 года — 104 723 человек. Адрес государственной районной администрации: 79017, г. Львов, ул. Левицкого, 67.
Общее население — 123 953 человек.
Красноармейский (Червоноармейский) район Львова был образован согласно постановлению Президиума Верховновного Совета УССР
24 апреля 1969 года за счёт Ленинского и Шевченковского районов. В начале 1990-х район получил нынешнее название — Лычаковский.
Основные улицы: Лычаковская, Зелёная Пекарская, Левицкого, Лысенко, Пасечная, Тракт Глинянский.
В районе расположены Лычаковский парк, парк «Знесенье», скансен «Шевченковский гай», лесной заказник «Чёртова Скала».

## Промышленность
В Лычаковском районе размещены несколько крупных предприятий пищевой промышленности.
- Одним из крупнейших предприятий района в своё время была Львовская табачная фабрика, расположенная в Винниках. Фабрика была основана в 1779 году, что делало её одним из старейших предприятий Львова. Для Винник она была градообразующим предприятием, в 1980-х годах здесь производилось до 14 млрд штук сигарет. В 1998 году оборудование Львовской табачной фабрики было перевезено в Кременчуг, и возобновить производство на предприятии удалось лишь с 1 февраля 2007 года.
- Бывшая Львовская овощная фабрика, которая сейчас известна как агрофирма «Провесинь» — производитель ранних овощей.
- На улице Лычаковской, недалеко от выезда из города находятся производственные мощности ЗАО «Энзим» — крупнейшего в Украина производителя дрожжей. Компания контролирует большую часть украинского рынка дрожжей, а также поставляет этот продукт за границу, где имеет так же ощутимую долю на рынке хлебопекарной продукции в Европе, прежде всего в Болгарии, Чехии, а также более чем в 10 других стран Европы[3].